# رویین پاکباز
رویین پاکباز  تاریخ‌نگار هنر، منتقد و نقاش نوگرای ایرانی است که نقش مهمی را در تبدیل رشتهٔ تاریخ هنر به یک زمینهٔ علمی و دانشگاهی در ایران بر عهده داشته‌است. مهم‌ترین دستاوردهای پژوهشی او دائرةالمعارف هنر در سه جلد و نقاشی ایران از دیرباز تا امروز برشمرده می‌شوند.

## زندگی‌نامه
رویین پاکباز دانش‌آموختهٔ دانشکدهٔ هنرهای زیبای دانشگاهِ تهران در رشتهٔ نقّاشی (۱۳۴۷) است و کارشناسی ارشد خود را رشتهٔ زیباشناسی از دانشگاه پاریس یک دریافت کرد (۱۳۵۶). «پاکباز در سال‌های دور در چندین نمایشگاه گروهی و انفرادی، آثار نقاشی خود را به تماشا گذاشته بود که از آن جمله می‌توان به شرکت در سومین بی‌ینال تهران (۱۳۴۱)، آتلیه ممیز (بی تا)، چهارمین بی‌ینال تهران (۱۳۴۵)، گالری بورگز (بی تا) و غیره اشاره کرد. او از مؤسسان و بنیان‌گذاران تالار ایران (قندریز) بود که چندین بار آثارش در نمایشگاه‌هایی در این تالار به نمایش درآمد. در آثار نقاشی پاکباز توجه به روابط بصری عناصر و فرم‌ها، با دقتی موشکافانه و ریاضی‌گونه دیده می‌شود. در این راه او از فرم‌های هندسی نیز بهره جسته‌است.»

### تألیف
- از آفتابی به آفتاب دیگر: گزیده آثار منصور قندریز (۱۳۱۴-۱۳۴۴). به کوشش رویین پاکباز. تهران: مؤسسه فرهنگی پژوهشی چاپ و نشر نظر.
- بررسی هنری و اجتماعی امپرسیونیسم. رویین پاکباز. تهران: تالار ایران (قندریز).
- به باغ همسفران: حسین کاظمی، سهراب سپهری، هوشنگ پزشک‌نیا. ب‍ه ک‍وش‍ش رویی‍ن پ‍اک‍ب‍از، یعقوب امدادیان. تهران: نظر.
- پ‍ی‍ش‍گ‍ام‍ان ه‍ن‍ر ن‍وگ‍رای ای‍ران: پرویز تناولی. ب‍ه ک‍وش‍ش روئی‍ن پ‍اک‍ب‍از، ی‍ع‍ق‍وب ام‍دادی‍ان، با همکاری مهنوش نادری. تهران: موزه هنرهای معاصر و مؤسسه توسعه هنرهای تجسمی.
- پ‍ی‍ش‍گ‍ام‍ان ه‍ن‍ر ن‍وگ‍رای ای‍ران: حسین زنده‌رودی. ب‍ه ک‍وش‍ش روئی‍ن پ‍اک‍ب‍از، ی‍ع‍ق‍وب ام‍دادی‍ان، ب‍ا ه‍م‍ک‍اری ت‍وک‍ا م‍ل‍ک‍ی. تهران: م‍اه‌ری‍ز.
- پ‍ی‍ش‍گ‍ام‍ان ه‍ن‍ر ن‍وگ‍رای ای‍ران: محسن وزیری مقدم. ب‍ه ک‍وش‍ش روئی‍ن پ‍اک‍ب‍از، ی‍ع‍ق‍وب ام‍دادی‍ان، ب‍ا ه‍م‍ک‍اری ت‍وک‍ا م‍ل‍ک‍ی. تهران: موزه هنرهای معاصر و مؤسسه توسعه هنرهای تجسمی.
- پ‍ی‍ش‍گ‍ام‍ان ه‍ن‍ر ن‍وگ‍رای ای‍ران: مسعود عربشاهی. ب‍ه ک‍وش‍ش روئی‍ن پ‍اک‍ب‍از، ی‍ع‍ق‍وب ام‍دادی‍ان، ب‍ا ه‍م‍ک‍اری زه‍را زه‍ت‍اب. تهران: م‍اه‌ری‍ز.
- پ‍ی‍ش‍گ‍ام‍ان ه‍ن‍ر ن‍وگ‍رای ای‍ران: منصوره حسینی. ب‍ه ک‍وش‍ش روئین پاکباز، یعقوب امدادیان، ب‍ا ه‍م‍ک‍اری سالومه غلامی. تهران: موزه هنرهای معاصر و مؤسسه توسعه هنرهای تجسمی.
- ت‍اری‍خ ه‍ن‍ر ج‍ه‍ان، [ک‍ت‍اب‍ه‍ای درس‍ی] س‍ال دوم دب‍ی‍رس‍ت‍ان. روی‍ی‍ن پ‍اک‍ب‍از، م‍س‍ع‍ود داوودی. تهران: وزارت آم‍وزش و پ‍رورش.
- ت‍اری‍خچهٔ نگارخانهٔ ایران. روی‍ی‍ن پ‍اک‍ب‍از و دیگران. تهران: وزارت فرهنگ و هنر.
- تالار قندریز: تجربه‌ای در عرضهٔ اجتماعی هنر . رویین پاکباز و حسن موریزی‌نژاد. تهران: حرفه هنرمند.
- دائرةالمعارف هنر. رویین پاکباز. تهران: فرهنگ معاصر.
- در جستجوی زبان نو: تحلیلی از سیر تحول هنر نقاشی در عصر جدید. رویین پاکباز. تهران: نگاه.
- فرهنگ اصطلاحات هنری و اَعلام هنرمندان. رویین پاکباز، با همکاری ت‍وک‍ا م‍ل‍ک‍ی. تهران: فرهنگ معاصر.
- مبانی هنرهای تجسمی، [جزوهٔ درس‍ی]. روی‍ی‍ن پ‍اک‍ب‍از. تهران: بی نا.
- م‍ج‍س‍م‍ه‌س‍ازی، [ک‍ت‍اب‍ه‍ای درس‍ی] س‍ال دوم دب‍ی‍رس‍ت‍ان. روی‍ی‍ن پ‍اک‍ب‍از، س‍ع‍ی‍د ش‍ه‍لاپ‍ور. تهران: وزارت آم‍وزش و پ‍رورش.
- مواد و تکنیک‌ها: طراحی و نقاشی. رویین پاکباز. تهران: فرهنگ معاصر.
- نقاشی ایران از دیرباز تا امروز. رویین پاکباز. تهران: زرین و سیمین.

- Pakbaz, Ruyin (1974). Contemporary Iranian painting and sculpture (به انگلیسی). Tehran: High council of culture and Art, center for Research and Cultural co -ordination. Retrieved 18 November 2015.
- Issa, Rose; Pakbaz, Ruyin; Shayegan, Daryush (2001). Iranian Contemporary Art (به انگلیسی). London: Booth-Clibborn Editions. Retrieved 18 November 2015.

### ترجمه
- همگامی نقاشی با ادبیات در ایران: از سده ششم تا یازدهم هجری قمری. م مقدم اشرفی. (مترجم: رویین پاکباز). تهران: نگاه.
- هنر مدرنیسم. ساندرو بُکولا. (مترجمان: رویین پاکباز، احمدرضا تقاء، هلیا دارابی، فرخ فولادوند، کامبیز موسوی، فیروزه مهاجر). تهران: فرهنگ معاصر.
- از امپرسیونیسم تا هنر آبستره. ژان لی ماری، نوربرت لینتون و دیگران. (مترجمان: رویین پاکباز، اسماعیل نوری‌علاء، مهدی پرتوی، حبیب خوانساری‌پور، ابوالقاسم ابوالقاسمی‌نژاد، فرشته شعله‌ور). تهران: تالار ایران (قندریز).
- اوج‌های درخشان هنر ایران. ریچارد اتینگهاوزن و احسان یارشاطر. (مترجمان: هرمز عبداللهی و رویین پاکباز). تهران: آگه.
- نقاشی فرانسه از ۱۹۴۵ به بعد. مارسل بریون. (مترجمان: رویین پاکباز و حبیب خوانساری‌پور). تهران: تالار ایران (قندریز).

## آموزش
«رویین پاکباز از سال ۱۳۴۸ تا ۱۳۶۷ به تدریس در دانشکدهٔ هنرهای زیبای تهران و دانشکدهٔ هنرهای تزئینی (دانشگاه هنر) اشتغال داشته‌ است.» تالار قندریز (تأسیس ۱۳۴۳) «به کوشش محمدرضا جودت و پاکباز، شکل یک کانون فرهنگی به خود گرفت؛ و به مدت سیزده سال در زمینه‌های نمایش آثار نقاشی، گرافیک، عکاسی، و مجسمه‌سازی، معرفی و نقد آثار هنرمندان جوان، ترجمه و چاپ کتابهای هنر و معماری، و انتشار جُنگهای هنری فعالیت مفید و مؤثر کرد.» پاکباز از آغاز دهه ۱۳۵۰ تدریس تاریخ هنر را در دانشکده هنرهای زیبا آغاز کرد و از بنیانگذاران تدریس این زمینهٔ مطالعاتی در ایران بود. از آن زمان تاکنون بی‌وقفه به تدریس تاریخ هنر، تألیف و ترجمه کتب بنیادی، پژوهش و تاریخ‌نگاری در باب هنر ایران پرداخته ‌است. کتب تألیفی او از جمله دائرةالمعارف هنر و نقاشی ایران از دیرباز تا امروز در زمره کتب درسی و مرجع رشته هنر هستند؛ همچنین آثارش، جزو منابع و مآخذ بسیاری از پایان‌نامه‌ها، مقالات و کتبی بوده‌است که در رشته هنر -به‌خصوص نقاشی، و نگارگری- در سه دههٔ اخیر در ایران به رشته تحریر درآمده‌اند. هنرمندان و پژوهشگران جوان ایرانی به‌طور غیرمستقیم از او بسیار آموخته و علاقهٔ ویژه‌ای به او دارند.

## جوایز
- کتاب سال دوره سی و پنجم بابت دائرةالمعارف هنر، انتشارات فرهنگ معاصر (۱۳۹۶)